# Fil électrique
 (novembre 2017).
Si vous disposez d'ouvrages ou d'articles de référence ou si vous connaissez des sites web de qualité traitant du thème abordé ici, merci de compléter l'article en donnant les références utiles à sa vérifiabilité et en les liant à la section « Notes et références ».
Pour les articles homonymes, voir Fil.
Un fil électrique est le composant électrotechnique servant au transport de l'électricité, afin de transmettre de l'énergie ou de l'information. Il est constitué d'un matériau conducteur, mono-brin ou multi-brin, souvent entouré d'une enveloppe isolante (plastique, Téflon...). L'intérieur du fil électrique est appelée l'« âme » du fil électrique.

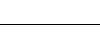
Représentation symbolique d'un fil électrique dans un circuit.

## Fil ou câble

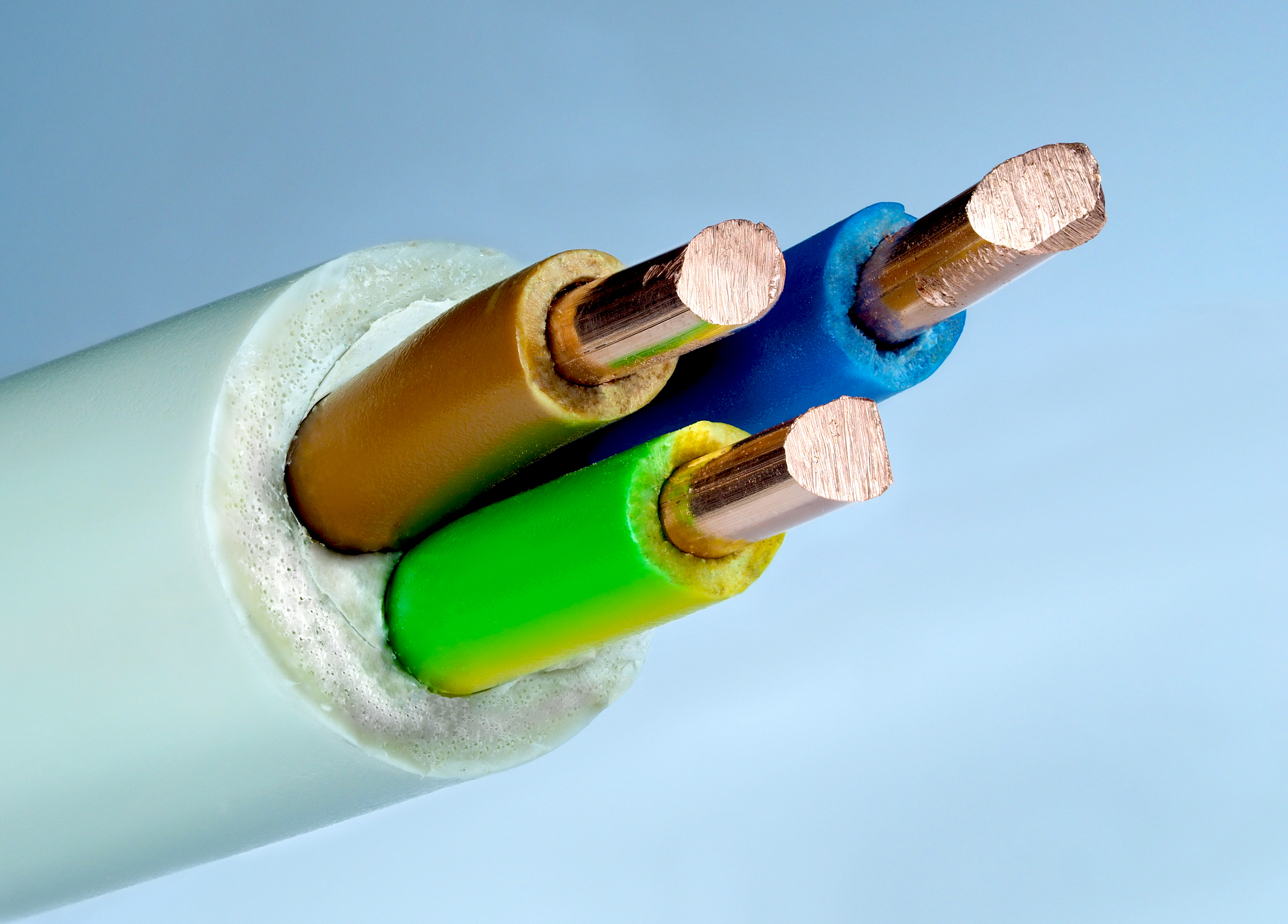
Câble électrique monophasé à 3 fils :
- Phase : marron
- Neutre : bleu
- Terre : Vert/Jaune.

Certaines personnes confondent les mots « fil » et « câble », ou pensent qu'ils sont synonymes, alors que les fils électriques sont souvent regroupés au sein d'un câble électrique avec des couleurs normalisées (suivant la fonction), afin de reconnaître le rôle de chacun, et entourés d'une gaine isolante. Ces câbles électriques peuvent transmettre des signaux ou des données (analogique ou numérique) en plus, ou à la place, de la transmission de puissance électrique.
Cette notion de câble peut être étendue au câble sous-marin qui peut intégrer tout autre chose que des fils (câble électrique, tubes de refroidissement, fibre optique, signalisation, etc.).

## Les types de fils

### Le fil monobrin

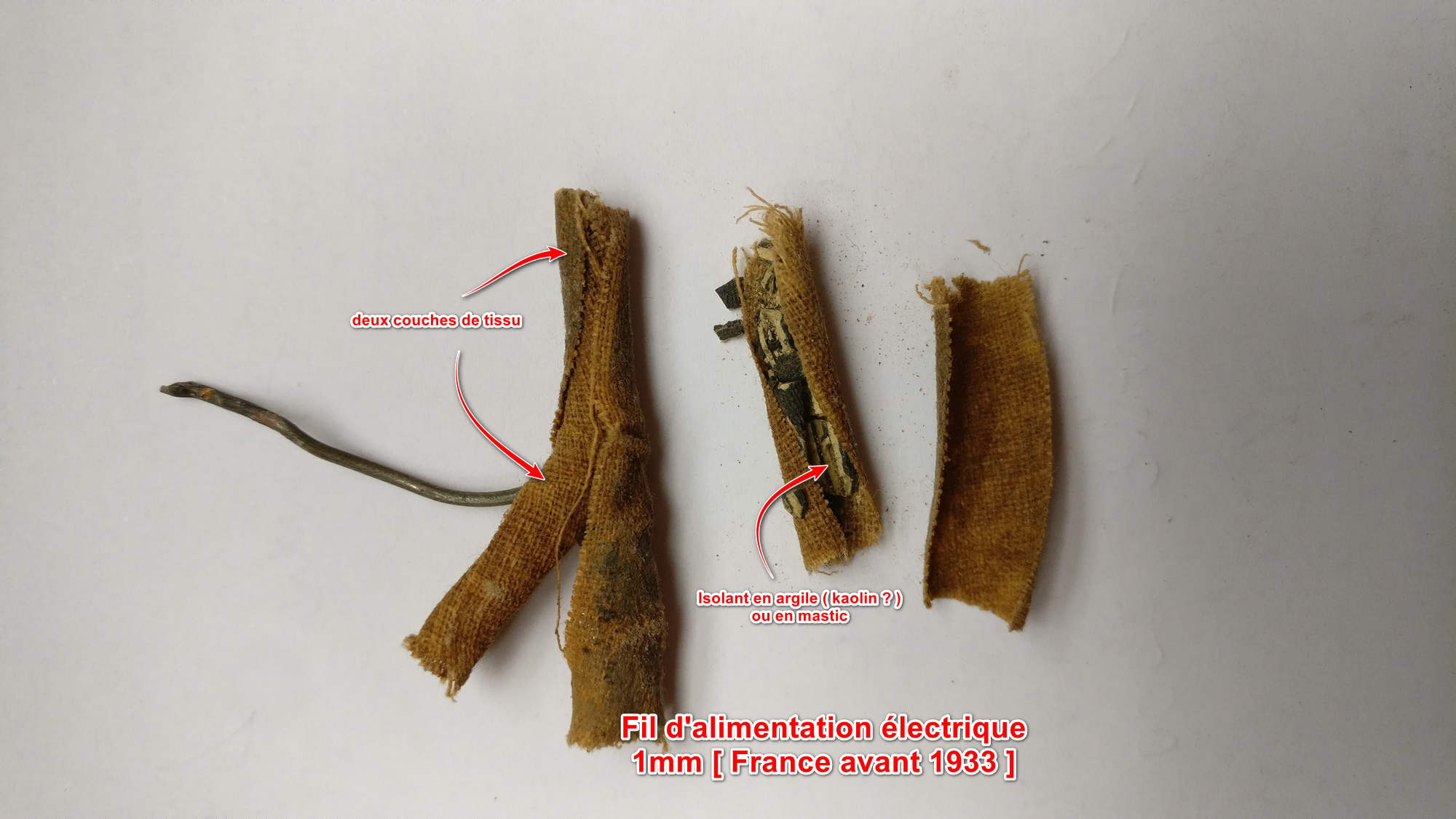
Exemple de fil monobrin avec isolation en argile et tissu au début du XXe siècle.

Les bobines sont réalisées en général par des conducteurs en cuivre. Les conducteurs peuvent être monobrin ou multibrin. Les premiers sont plus économiques mais de point de vue puissance, l’effet de peau devient prononcé avec les hautes fréquences, entrainant ainsi des pertes importantes.

### Le fil multibrin

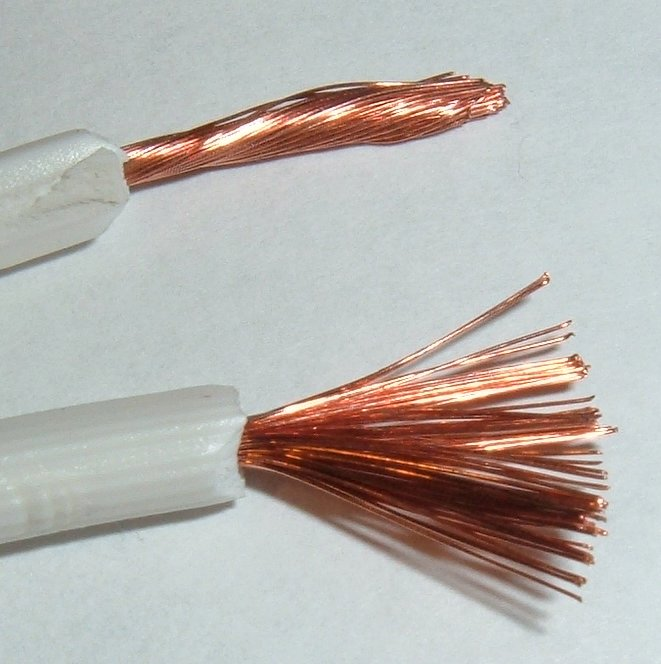
Fils électriques multibrins isolés.

Les câbles multibrins ou les câbles à faibles pertes, souvent appelés fil de Litz. Pour atteindre l’efficacité, aucun des fils fins ne doit être interrompu, et ils doivent être mis en parallèle et dessolés au bout avant leur connexion avec le circuit. Ceci diminue l’effet des pertes magnétiques.

## Matériaux utilisés
Les matériaux utilisés présentent des caractéristiques intéressantes en ce qui concerne la résistance électrique, le poids, la tenue mécanique, le coût.

### Cuivre
Excellente conductivité, métal malléable.
Fil cylindriqueLe cuivre est le métal le plus utilisé pour faire des fils et câbles électriques, car il a une excellente conductivité électrique. On l'utilise soit en fil de section cylindrique mono-brin (rigide), soit en section toujours cylindrique mais multi-brins ou (souple). Pour le rendre plus souple, il est utilisé en alliage avec d'autres métaux. Le fil de cuivre est protégé soit :
- par une pellicule de vernis, quand on l'utilise pour la fabrication des bobinage, transformateur, électroaimant ;
- par une couche de plastique colorée, dans la majorité des autres cas. Ces protections assurent l'isolation tout en ne gênant pas la mise en forme des fils dit « rigides » ;
- autrefois on utilisait une tresse de coton, du caoutchouc naturel et, parfois du papier pour l'isolation des fils, ces techniques ont disparu pour des raisons de sécurité et de coût.

BarrePour la distribution de grands courants, dans les installations industrielles et les armoires de distribution électrique, on utilise le cuivre en barres plates. Ces jeux de barres sont utilisés à la place des câbles pour une raison de coût, mais aussi de facilité de connexion et de rigidité. Il est plus simple de concevoir et de réaliser une bonne connexion entre deux conducteurs plats, qu'entre un câble cylindrique et un trou rectangulaire, de plus le jeu de barres solidarise l'ensemble des divers appareillages qui lui sont reliés, prévenant ainsi un éventuel défaut de fixation dû aux vibrations et contraintes thermiques. Ces jeux de barres sont installés exclusivement, dans des endroits d'accès réservés aux électriciens. Elles sont rarement isolées, seules des balisages et des protections translucides, imposées depuis les années 1980, préviennent d'éventuels accidents d'électrisation.
PisteEn cuivre sur support d'époxy ou de bakélite, utilisé en électronique dans les circuits imprimés, mettant en jeu des courants électriques relativement faibles. Ces pistes sont souvent recouverte d'une fine couche d'or pour limiter l'oxydation des pistes en cuivre.

### Aluminium
Propriétés de l'aluminium : bonne conductivité, métal léger, moyennement malléable.
L'aluminium est souvent utilisé dans le transport d'électricité de grande puissance lorsque la section du câble et sa longueur éliminent le cuivre, à cause de sa masse spécifique plus élevée. Il est quasiment exclusivement utilisé en âmes à brins multiples, du fait des sections en jeu et de sa relative rigidité. Sa relative facilité de casse lors de torsions et de manipulations le rend indésirable en milieu domestique.
Il est utilisé à la place du cuivre dès que la contrainte poids devient importante : aéronautique, conquête spatiale, etc.
Il était utilisé localement, en milieu domestique, après guerre en raison des pénuries de cuivre.

### Acier

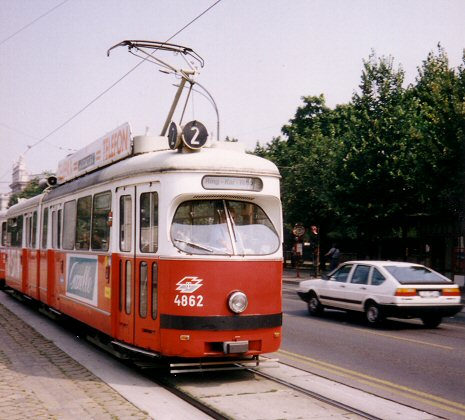
Tramway à ligne aérienne.

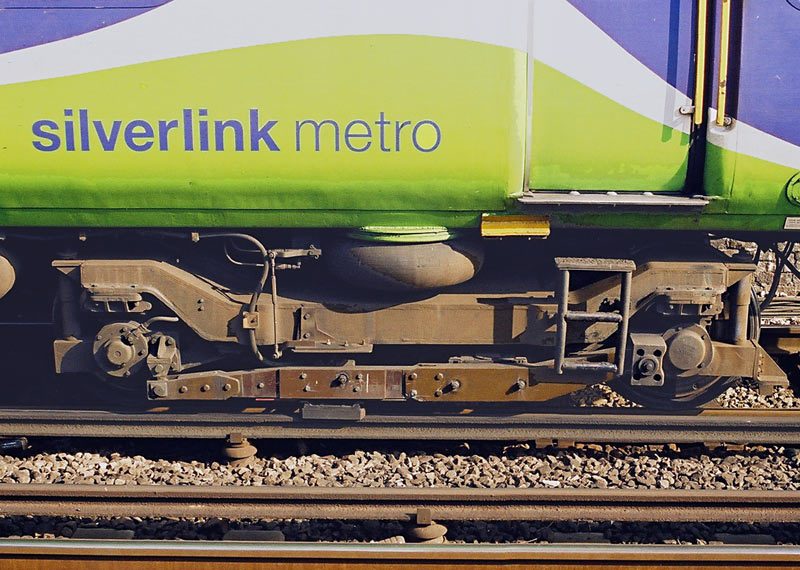
Motrice de métro avec son rail de traction.

Propriétés de l'acier : conductivité moyenne, grande résistance à l'étirement, lourd et peu malléable.
L'acier est utilisé, en général, comme support des câbles en aluminium ou en cuivre dans les câbles décrivant de grandes portées, afin d'assurer une résistance à la traction que l’aluminium ou le cuivre seraient incapables de supporter sans allongement excessif et rupture surtout en cas d'échauffement important.
De façon plus spécifique, l'acier est également utilisé pour le transport de l'énergie dans le milieu ferroviaire. Une polarité est acheminée par la ligne de contact aérienne, l’autre polarité utilise comme support les rails de roulement en acier. Dans le cas particulier du métro, la polarité positive est souvent distribuée via une ligne de contact au sol également en acier.

### Argent
Propriétés de l'argent : excellente conductivité, métal précieux.
L'argent est utilisé pour diminuer la résistance de contact, dans les systèmes de connexions et, les systèmes de commutations comme les contacts des relais. Il nécessite toutefois un système de nettoyage, généralement automatique, pour éviter que l'oxydation de surface compromette sa bonne conductivité électrique.
Il est utilisé dans certains fils, en alliage avec le cuivre pour assurer une bonne souplesse au fil.
Il peut aussi être mélangé à l'or qui lui assure une meilleure souplesse tout en baissant le prix du fil d'or. Ceci utilisé en robotique par exemple pour effectuer des connexions de très grande précision.

### Or
Propriétés de l'or : inoxydable, métal précieux.
L'or est utilisé avec parcimonie, en couche très mince déposée par électrolyse (un flash), dans les systèmes électriques et, nettement plus en électronique aussi bien pour éviter l'oxydation des contacts, entre autres de fond de panier mais aussi de celle des pistes de circuit imprimé.
Comme l'argent, il peut réaliser de très bonnes liaisons entre des conducteurs indépendants, mais avec l'avantage de ne pas s'oxyder et de protéger le métal du conducteur (cuivre, argent, etc.) de toute oxydation, en électronique numérique les contacts entre les diverses cartes et composants démontables sont systématiquement dorés avec de l'or ou un alliage à forte teneur en or.

### Les isolants
Ci-dessous, une liste non exhaustive d'isolants électriques :
- polyéthylène (PE) ;
- polyéthylène-chlorosulfoné (Hypalon) ;
- caoutchouc silicone ;
- éthylène-propylène (EPR), largement utilisé pour les câbles faible et moyenne tension en environnement difficile[1] ;
- polyéthylène réticulé chimiquement (PRC) ;
- polyéthylène réticulé (PER, XLPE) ;
- polychloroprène ;
- polychlorure de vinyle (PVC) ;
- isolant minéral ;
- isolant SH (sans halogène) réticulé ;
- gaine SH (sans halogène) réticulée ;
- gaine SH (sans halogène) réticulée pour câble souple ;
- gaine SH thermoplastique ;
- isolant SH thermoplastique.

### Alliages

#### Almelec
L'« almelec » est un alliage d'aluminium, de magnésium et de silicium principalement utilisé pour la réalisation des réseaux électriques aériens. Sa résistivité (32,5 × 10−9 Ω m) est environ le double de celle du cuivre, mais ses caractéristiques mécaniques lui permettent de résister aux contraintes liées à l'environnement (vent, gel, neige, variations de température).

#### Constantan
Le « constantan » est un alliage de cuivre et de nickel dont la résistivité est quasiment indépendante de la température. Il est utilisé pour la réalisation de certains capteurs de température et capteurs de courant appelés shunts électriques.

### Supraconductivité

#### L'alliage Cuprate-Bismuth
Les alliages à base de cuprate ont la caractéristique de devenir supraconducteurs à des températures basses, mais relativement élevées comparativement à d'autres supraconducteurs (-170 à −200 °C), ce qui les rend intéressants pour les transmissions d'énergie électrique en étant refroidis à l'azote liquide plutôt qu'à l'hélium liquide.

## Applications
Le fil électrique, isolé ou non, est un composant utilisé pour transmettre de l'énergie ou des données.
Pour la transmission et distribution d'énergie électrique, en courant continu ou alternatif, il reste la seule solution disponible (sauf solution marginale comme la transmission d'énergie électrique sans fil sur de très courtes distances).
Pour la transmission de données, il est utilisé soit pour des liaisons très courtes (ex: liaisons entre composants sur un circuit imprimé), soit dans des applications nécessitant des débits relativement bas (ex: contrôle-commande, liaisons Canbus).
Pour la transmission de données à haut débit et/ou sur des distances supérieures à la centaine de mètres (téléphonie, réseaux informatiques), il est concurrencé par les technologies optiques et, de plus en plus, « sans fil » (réseau sans fil).
La construction et la nomenclature des câbles et fils électriques répondent à plusieurs normes (p.ex ISO, EN, UL) selon les pays et leur usage.

### Sections normalisées
En France, les sections normalisées pour les fils de cuivre utilisés en courant basse tension (230 V) sont :
- 0,6 ou 0,9 mm2 (fils rigides isolés les uns des autres réunis en un câble avec ou sans blindage) : fil de raccordement d'un connecteur téléphonique ou informatique à une prise murale, type RJ11 ou RJ45 ;
- 0,75 ou 1 mm2 (fil souple) : fil de raccordement d'un appareil électrique à une prise murale, d'un luminaire à une boîte de dérivation ;
- 1,5 mm2 : moins de 16 A ; alimentation d'une prise sur un réseau de huit prises ou moins, alimentation d'un circuit d'éclairage de huit lampes ou moins, alimentation d'une ventilation mécanique contrôlée domestique, alimentation d'un circuit de chauffage électrique d'une puissance inférieure à 3 500 W ;
- 2,5 mm2 : moins de 20 A ; alimentation d'un circuit de douze prises électriques ou moins, alimentation d'un circuit de chauffage électrique d'une puissance inférieure à 4 500 W ; alimentation prise spécialisées (lave-vaisselle, lave-linge, four) ;
- 6 mm2 : moins de 32 A ; alimentation d'un four électrique ou de plaques de cuisson ;
- 10 mm2 : raccordement d'un tableau de protection et de répartition au compteur pour une puissance domestique modérée (abonnement 15/45 A) ;
- 16 mm2 : idem pour les fortes puissances domestiques (abonnement 36/60 A) ;
- 25 mm2 :
  - fil isolé : idem pour les très fortes puissances domestiques (abonnement 60/90 A),
  - fil nu : raccordement de la borne de terre du tableau au piquet ou à la boucle de cuivre (elle-même en fil nu de 25 mm2) enterrés.

| Disjoncteur monophasé (courant assigné) | Section cuivre | Section cuivre | Section cuivre |
| Disjoncteur monophasé (courant assigné) | 10 mm2         | 16 mm2         | 25 mm2         |
| 45 A                                    | 22 m           | 36 m           | 56 m           |
| 60 A                                    | -              | 27 m           | 42 m           |
| 90 A                                    | -              | -              | 28 m           |

Les fils sont tous rigides, à l'exception des fils reliant les appareils aux prises murales, des fils alimentant les luminaires, et des fils de faible courant (sonde de température). À l'exception du câble reliant la borne de terre du tableau à la terre enterrée, tous les câbles doivent être isolés. Les câbles alimentant les circuits doivent par ailleurs être gainés :
- soit on utilise des câbles prégainés « multipolaires » ;
- soit on fait passer des câbles individuels dans une gaine souple (ICTA, isolant cintrable transversalement élastique annelé) ou rigide (IRL, isolant rigide lisse) ;
- soit, dans le cas d'une pose « en applique » (pose apparente), on fait passer des câbles individuels sous une goulotte isolante.

### Estimation de la longueur d'un fil sur une bobine ou un touret
La longueur du fil sur une bobine ou un touret peut être estimée avec la formule :
{\displaystyle l={\frac {\pi \,L}{f}}\cdot \left({\frac {(D-d)\,d}{f}}+{\frac {(D-d)\cdot (f+D-d)}{2\,f^{2}}}\right)}
où :
- l est l'estimation de la longueur du fil ;
- L est la largeur du touret ou de la bobine ;
- d est le diamètre intérieur du touret ou de la bobine ;
- D est le diamètre extérieur du fil sur le touret ou la bobine ;
- f est le diamètre du fil.

## Utilisation

### Transport d'énergie
Un fil ou, un câble composé de plusieurs fils, permet de transporter de l'énergie électrique, même sur de longues distances.

### Transmission de signal
En télécommunication, en électronique, en informatique ou en domotique un fil électrique sert à transmettre un signal ou une information.

### Ligne de transmission
La ligne de transmission est une notion théorique très importante dans le domaine des télécommunications, elle décrit l'influence d'un conducteur électrique dans la transmission de signaux à haute fréquence.

### Antenne filaire
L'antenne radioélectrique en fil électrique est dédiée à la réception radioélectrique et à l'émission radioélectrique dans le spectre des radiofréquences pour les bandes Haute fréquence, Moyenne fréquence, Basse fréquence.